# Нілмайзар
Нілмайзар (індонез. Nilmaizar, нар. 2 січня 1970, Паякумбух, Західна Суматра) — індонезійський футболіст, що грав на позиції захисника в низці індонезійських клубів та збірній Індонезії. Після закінчення виступів на футбольних полях — індонезійський футбольний тренер. З 2024 року очолює тренерський штаб клубу «ПСМС Медан».

## Кар'єра футболіста
Нілмайзар народився в провінції Західна Суматра, та розпочав займатися футболом у юнацьких командах «Персепак Паякумбух», «Діклат Паданг» та «Діклат Рагунан». У 1990 році футболіст перейшов до чехословацького клубу «Спарта», проте за празький клуб грав рідко, і в 1992 році повернувся на батьківщину, де став гравцем клубу «Семен Паданг». У 1997—1999 роках Нілмайзар грав у складі клубу «ПСП Паданг», після чого завершив виступи на футбольних полях.

## Виступи за збірну
У 1990 році Нілмайзар дебютував у складі національної збірної Індонезії, за яку грав до 1994 року. Одночасно футболіст у 1990—1991 роках грав у складі молодіжної збірної Індонезії.

## Тренерська кар'єра
Відразу після закінчення виступів на футбольних полях у 2000 році Нілмайзар увійшов до тренерського штабу своєї колишньої команди «Семен Паданг». Спочатку він очолював молодіжну команду клубу, пізніше працював асистентом головного тренера першої команди клубу, а в 2010 році очолив першу команду клубу, з якою працював до 2012 року, та виграв з нею Прем'єр-лігу Індонезії. У 2012 році Нілмайзар став головним тренером національної збірної Індонезії, в якій працював до 2013 року.
У 2014 році Нілмайзар очолив клуб «Путра Самарінда», а в 2015 році повернувся до роботи головним тренером клубу «Семен Паданг», цього разу працював у команді до 2017 року. У 2018 році тренер керував діями клубу «ПС ТІРА». У 2019—2021 роках Нілмайзар очолював клуб «Персела» (Ламонган), а пізніше до кінця 2021 року очолював клуб «Шривіджая». У 2022 році тренер керував діями клубу «Дева Юнайтед». З 2024 року Нілмайзар очолює тренерський штаб клубу Ліги 2 «ПСМС Медан».

## Титули і досягнення

### Як футболіста
«Семен Паданг»
- Володар Кубка Індонезії: 1992

### Як тренера
«Семен Паданг»
- Чемпіон Індонезії: 2011—2012